# سیرابی شیردان
همچنین می‌توانید به صفحهٔ سوپ سیرابی و شیردان (غذا) مراجعه کنید.

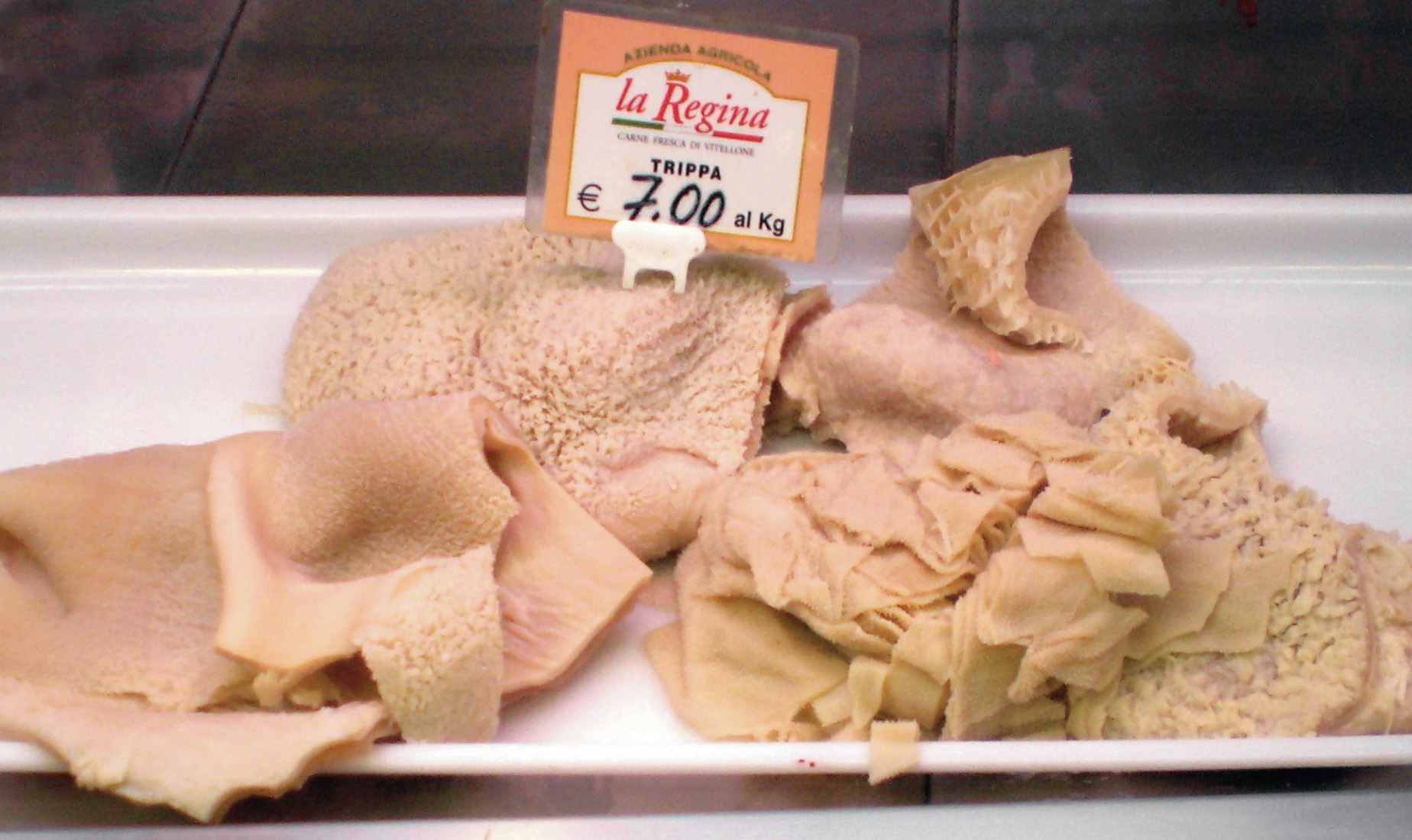
سیرابی در یک بازار ایتالیایی

سیرابی و شیردان (در کاربرد گفتاری: سیراب شیردون) نوعی خوراک است که از امعا و احشای حیوانات مختلفی که در مزرعه نگهداری می‌شوند تهیه می‌گردد. این غذا با اسامی «سیراب شیردان»، «سیرابی»، «سوپ سیرابی»، یا «خورشت سیرابی» نیز نامیده می‌شود.

## توصیف

### سیرابی گاو
سیرابی گوشت گاو معمولاً تنها از سه قسمت (حفره) ابتدایی معده (شکمبه) گاو تهیه می‌شود که عبارتند از: سیرابی، نگاری، هزارلا. پستان شیردان با توجه به بافت غده‌ای آن معمولاً خیلی کمتر مورد استفاده خوراکی قرار می‌گیرد.

### سیرابی تمیز نشده
سیرابی تمیز نشده (سبز یا شسته نشده) شامل آخرین محتوی معده است، که دارای بوی نامطبوع و ناخوشایند است و به همین سبب مصرف آن را برای انسان نامناسب در نظر گرفته می‌شود. با این حال، این محتوی برای سگ‌ها و بسیاری از گوشتخواران غذایی مطلوب محسوب می‌گردد و اغلب از آن در غذایی حیوانات خانگی استفاده می‌شود. هر چند به دلیل مقادیر زیاد کلروفیل موجود در آن سیرابی شسته نشده را سبز می‌نامند، اما اغلب رنگ آن در نتیجه وجود ترکیبات هضم نشده خاکستری مایل به قهوه‌ای است.

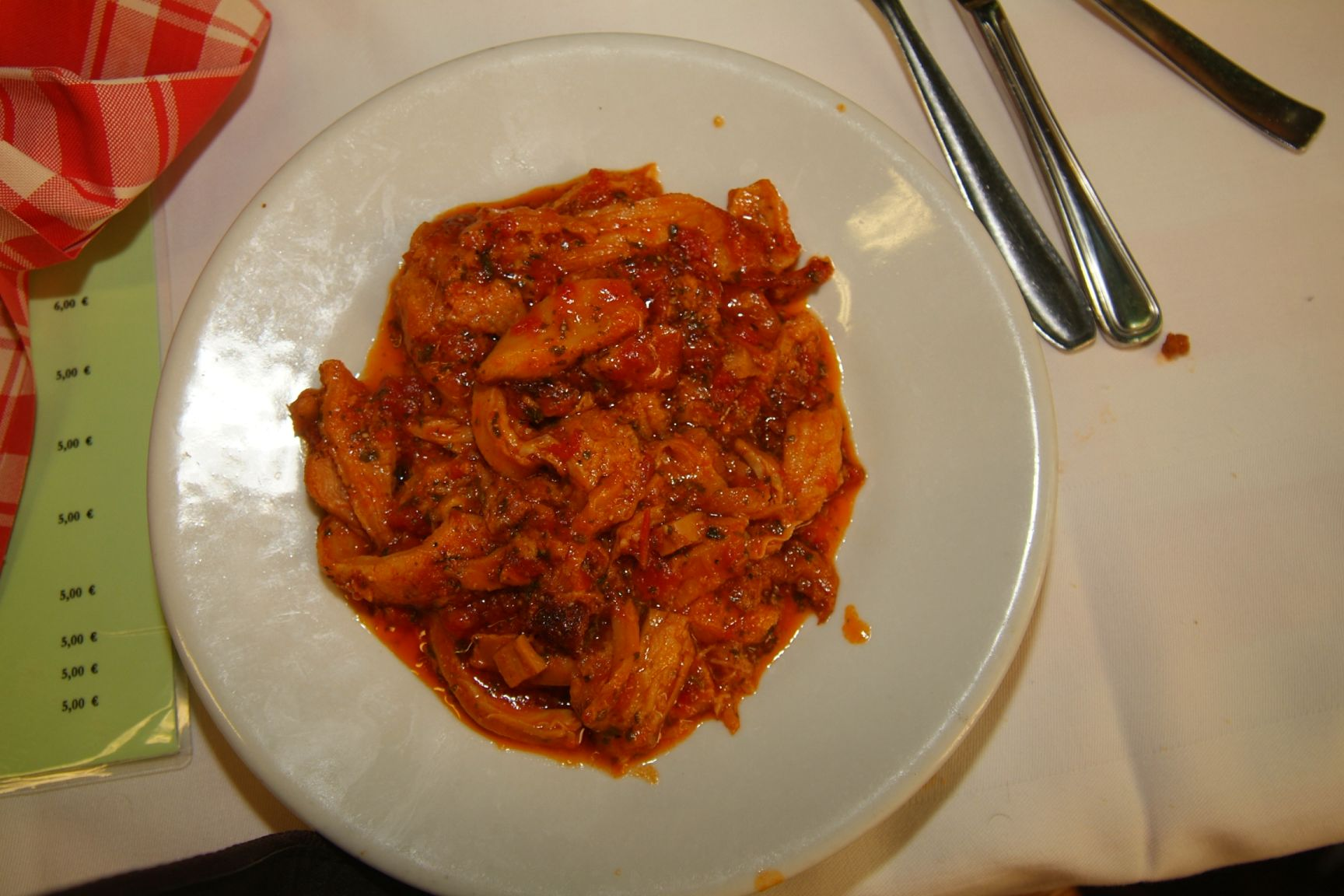

برای مصرف خوراک انسان، سیرابی باید کاملاً شسته و با دقت بسیار بالایی تمیز گردد. بهتر است سیرابی برای مدت دو یا سه ساعت در آب نمک (۱ قاشق نمک به ازای هر لیتر آب) جوشانده شود تا نرم شده و طی فرایند جوش تمیز گردد.
سیرابی در بسیاری از مناطق دنیا جزء مواد خوراکی محسوب شده و به روش‌های خاص آن منطقه طبخ و خورده می‌شود.